# Hôtel de préfecture de l'Hérault
Pour les articles homonymes, voir Hôtel de l'Intendance.
L'hôtel de préfecture de l'Hérault est installé dans l'ancien hôtel de Ganges à Montpellier, dans le département de l'Hérault, en France. 

## Localisation

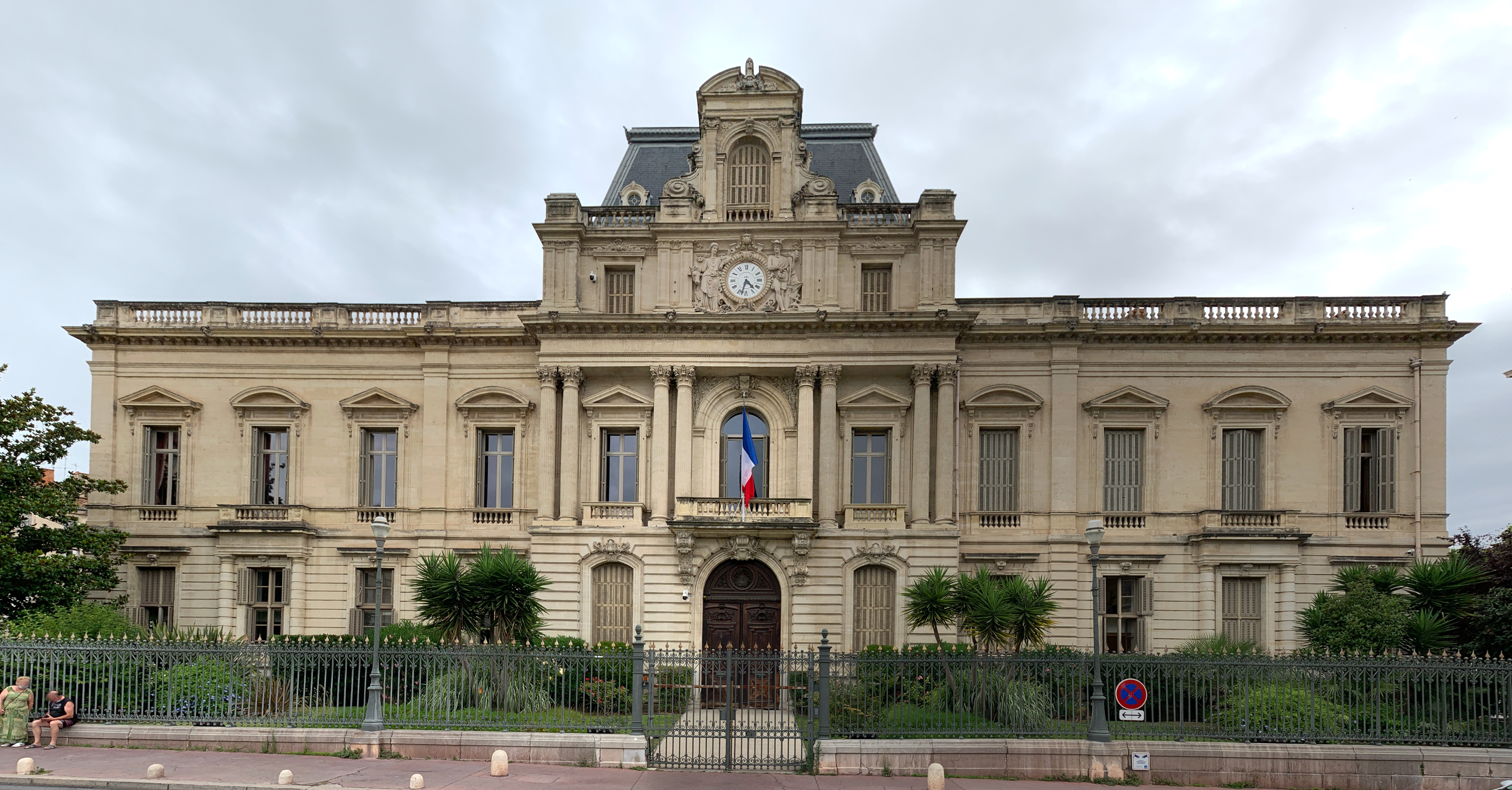
Façade sud

L'Hôtel de préfecture se trouve en plein centre historique de Montpellier, entre la place des Martyrs-de-la-Résistance (au sud), la rue Cambacérès (à l'ouest), la rue Bonnier-d'Alco (au nord) et la place du Marché-aux-Fleurs (à l'est).

## Historique
Cet hôtel particulier a été construit en 1696 par le cardinal de Bonzi, archevêque de Narbonne, pour la comtesse de Ganges,. 
Cet édifice remplaçait un temple protestant que Louis XIV fit raser après la révocation de l'édit de Nantes (1685), et lequel avait été édifié à l'emplacement d'un édifice où siégea jusqu'en 1551 la cour du Bayle, représentant du seigneur de Montpellier.
L'intendance du Languedoc s'y installa en 1717, suivie puis les services administratifs de la ville.
Un nouveau bâtiment destiné aux archives et à l'administration est inauguré le 18 octobre 1870. D'architecture Napoléon III, il est parallèle à l'ancien et présente sa façade au sud.

## Architecture
La façade sur la place Chabaneau et les quatre façades sur cour sont inscrites au titre des Monuments historiques par arrêté du 12 novembre 1944,.